# وداعا غولوفين
وداعًا غولوفين (بالإنجليزية: Goodbye Golovin) هو فيلم درامي كندي قصير من إخراج ماثيو غريمارد وصدر في عام 2019. يقوم ببطولته أولكسندر رودينسكي في دور إيان غولفين، وهو شاب يعيش في أوكرانيا يفكر في الهجرة إلى بلد جديد للحصول على حياة أفضل بعد وفاة والده.
عُرض الفيلم لأول مرة في مهرجان أبيتيبي-تيميسكامينج السينمائي الدولي لعام 2019، حيث تلقى ذِكر شرفي من لجنة تحكيم بريكس سبيرا. عُرضّ لاحقًا في مهرجان برلين السينمائي 2020، حيث تلقى ذِكر شرفي من لجنة التحكيم في برنامج جينريشن 14بلس، وفي مهرجان 2021 بلين إكران، حيث فاز بالجائزة الكبرى.
كما حصل على ترشيح لجائزة الشاشة الكندية لأفضل فيلم دراما قصير حي في حفل توزيع جوائز الشاشة الكندية التاسع، وترشيح بريكس إريس لأفضل فيلم حركة قصير في حفل جوائز 22بي كيبيك السينمائي الدولي في 2021.

## وصلات خارجية
- وداعا غولوفين  في قاعدة بيانات الأفلام على الإنترنت (بالإنجليزية)